# Fujiwara no Kiyosuke
Fujiwara no Kiyosuke est un nom japonais traditionnel ; le nom de famille (ou le nom d'école), Fujiwara no, précède donc le prénom (ou le nom d'artiste).
Fujiwara no Kiyosuke (藤原清輔) (1104 - 17 juillet 1177) est un poète, écrivain et courtisan kuge japonais de la fin de l'époque de Heian. Il descend de Fujiwara no Uona et appartient à la branche Hokke du clan Fujiwara. Son nom à la naissance est Takanaga. Fils de Fujiwara no Akisuke, son frère ainé est Fujiwara no Akikata, son frère cadet Fujiwara no Shigeie et son demi-frère le moine Kenjō. Il a un fils, Fujiwara no Kiyosue.
En 1144, il aide son père dans la réalisation de la compilation de l'anthologie impériale Shika Wakashū commandée par l'empereur Sutoku, cependant l'un et l'autre ont des vues divergentes sur les critères de choix. Il prend ses distances avec son père et décide de devenir un officiel de la cour et obtient le titre de shōshii. L'empereur Nijō lui donne l'ordre de compiler le Shokushika Wakashū qu'il termine après la mort de l'empereur en 1165.
Il écrit un grand nombre de contes poétiques comme le Fukuro Sōshi (袋草紙), le Ōgishō (奥義抄) et le Waka Ichiji Shō (和歌一字抄), le Waka Genzai Shomokuroku (和歌現在書目録), le Waka Shogakushō (和歌初学抄), entre autres et établit un style de poésie waka appelé Rokujō Fujiwara Kagaku (六条藤家歌学) qui le font devenir un des principaux artisans de la poésie waka à l'époque de Heian. Quatre-vingt-six de ses poèmes sont inclus dans le Senzai Wakashū. Sa collection personnelle de poésies s'intitule Kiyosuke Ason-shū (清輔朝臣集)

## Sources
- Peter McMillan (2008) One hundred poets, one poem each: a translation of the Ogura Hyakunin Isshu. New York: Columbia University Press.  (ISBN 9780231143981)